# 雲南市・飯南町事務組合
雲南市・飯南町事務組合（うんなんし・いいなんちょうじむくみあい）は、島根県雲南市及び飯南町の1市1町が設立している一部事務組合。

## 総括事務所
- 〒690-2701 島根県雲南市掛合町掛合1261番地3

### 主な事務内容
- ケーブルテレビ（雲南夢ネット）の設置及び管理運営（雲南市全域・飯南町全域）
- ごみ処理施設（清掃工場・最終処分場）の設置及び管理運営（雲南市全域・飯南町全域）
- 火葬場の設置及び管理運営（雲南市全域・飯南町のうち旧頓原町・松江市宍道町）

### 沿革
- 当初は飯石郡町村事務組合であった。
- 2004年11月1日 雲南市・頓原町・赤来町事務組合に改称。
- 2005年1月1日 雲南市・飯南町事務組合に改称。

## 総務部
- 〒690-2701 島根県雲南市掛合町掛合1261番地3

### 組織
- 組合議会
- 組合執行機関
  - 管理者：1人
  - 副管理者：2人

## CATV事業部
詳細は雲南夢ネットを参照。

### 組織
- うんなんエリア
  - 情報管理課 - 木次局、大東局、掛合局
  - 制作課 - 木次局、大東局、掛合局
- いいなんエリア
  - 飯南局 - 制作課

### ケーブルテレビ放送局
うんなんエリア
- 木次局
  - 〒699-1311 島根県雲南市木次町里方1335番地3
- 大東局
  - 〒699-1221 島根県雲南市大東町飯田41番地12
- 掛合局
  - 〒690-2701 島根県雲南市掛合町掛合1261番地3

いいなんエリア
- 飯南局
  - 〒690-3513 島根県飯石郡飯南町下赤名880番地

## 環境事業部

### 組織
- いいしクリーンセンター
- 雲南エネルギーセンター - リサイクルプラザ
- 三刀屋斎場

### ごみ処理施設
いいしクリーンセンターの可燃ごみの最終処理は出雲市（出雲エネルギーセンター）に委託している。
- 雲南エネルギーセンター（可燃ごみ）
  - 〒699-1122 島根県雲南市加茂町三代1331番地1
- リサイクルプラザ（資源ごみ・不燃ごみ）
  - 〒699-1311 島根県雲南市木次町里方1369番地39
- いいしクリーンセンター（可燃ごみ（中継業務のみ）・資源ごみ・不燃ごみ）
  - 〒690-3203 島根県飯石郡飯南町都加賀698番地1

### 火葬場
指定管理者制度により株式会社雲南テクニカルサービスに運営を委託している。
- 三刀屋斎場
  - 〒690-2401 島根県雲南市三刀屋町伊萱10番1